# Furia (novela de Lisa Smith)
Furia (título original en inglés: The Fury) es la tercera parte de una serie de cuatro libros llamada The Vampire Diaries, escrita por la autora estadounidense, L. J. Smith. El libro se publicó en 1991 en Estados Unidos.

## Argumento
Elena se ha transformado en lo que más temía y, tal vez, deseaba... Stefan Salvatore no puede creer que la muchacha haya escogido a su hermano Damon, y planea enfrentarse a él en una batalla final. Sin embargo, los hermanos Salvatore deberán dejar sus disputas aparte y unirse para luchar con un desconocido y salvaje enemigo... el verdadero asesino de Elena.

## Adaptación televisiva
La adaptación de la saga en forma de serie para la televisión será llevada a cabo por Kevin Williamson.